# George Ingledew
George Edward Ingledew (3 tháng 1 năm 1903 - 1979) là một cầu thủ bóng đá người Anh thi đấu ở vị trí tiền đạo.

## Sự nghiệp
Sinh ra ở Sheffield, Ingledew kí hợp đồng với Bradford City vào tháng 3 năm 1926 từ Wombwell, rời câu lạc bộ vào tháng 9 năm 1927 để thi đấu cho Wath Athletic. Trong thời gian với Bradford City ông có 4 lần ra sân ở Football League.